# Его доисторическое прошлое
«Его доисторическое прошлое» (англ. His Prehistoric Past, другие названия — A Dream / King Charlie / The Caveman / The Hula-Hula Dance) — короткометражный фильм Чарли Чаплина, выпущенный 7 декабря 1914 года.
Последний фильм Чаплина, снятый им на киностудии «Keystone».

## Сюжет
Даже в доисторические времена Чарли — всё тот же бродяга с котелком и тростью, пытающийся зажечь сигару и приударяющий за чужими женами. Впрочем, в этом нет ничего удивительного, ведь всё это — лишь сон.

## В ролях
- Чарли Чаплин — бродяга
- Мак Суэйн — король
- Джин Марш — любимая жена короля
- Фриц Шаде — жрец
- Сидни Чаплин — полицейский в парке (нет в титрах)